# Узденова, Мариям Зукаевна
Мариям Зукаевна Узденова — советский хозяйственный, государственный и политический деятель, Герой Социалистического Труда.

## Биография
Родилась в 1929 году в селе Карасу (ныне — Черекский район) Кабардино-Балкарской автономной области в балкарской семье. Член КПСС.
Депортирована вместе с балкарским народом в Киргизскую ССР.
С 1948 года — на хозяйственной, общественной и политической работе. В 1948—2003 гг. — доярка колхоза имени Ленина Сузакского района Ошской области.
Указом Президиума Верховного Совета СССР от 22 марта 1966 года присвоено звание Героя Социалистического Труда с вручением ордена Ленина и золотой медали «Серп и Молот».
Избиралась депутатом Верховного Совета Киргизской ССР 8-го и 9-го созывов.
Проживала в Сузакском районе.
Умерла после 2003 года.